# Mercurey
Mercurey és un municipi francès, situat al departament de Saona i Loira i a la regió de Borgonya - Franc Comtat. L'any 2007 tenia 1.313 habitants.

## Demografia

### Població
El 2007 la població de fet de Mercurey era de 1.313 persones. Hi havia 528 famílies, de les quals 144 eren unipersonals (72 homes vivint sols i 72 dones vivint soles), 172 parelles sense fills, 188 parelles amb fills i 24 famílies monoparentals amb fills.
La població ha evolucionat segons el següent gràfic:
Habitants censats

### Habitatges
El 2007 hi havia 643 habitatges, 530 eren l'habitatge principal de la família, 49 eren segones residències i 64 estaven desocupats. 535 eren cases i 107 eren apartaments. Dels 530 habitatges principals, 336 estaven ocupats pels seus propietaris, 178 estaven llogats i ocupats pels llogaters i 16 estaven cedits a títol gratuït; 2 tenien una cambra, 25 en tenien dues, 95 en tenien tres, 144 en tenien quatre i 264 en tenien cinc o més. 396 habitatges disposaven pel capbaix d'una plaça de pàrquing. A 219 habitatges hi havia un automòbil i a 253 n'hi havia dos o més.

### Piràmide de població
La piràmide de població per edats i sexe el 2009 era:
| Homes | Edats   | Dones |
| ----- | ------- | ----- |
| 0     | 95 o +  | 3     |
| 0     | 90 a 94 | 8     |
| 8     | 85 a 89 | 14    |
| 5     | 80 a 84 | 11    |
| 8     | 75 a 79 | 18    |
| 22    | 70 a 74 | 32    |
| 56    | 65 a 69 | 39    |
| 34    | 60 a 64 | 37    |
| 35    | 55 a 59 | 42    |
| 37    | 50 a 54 | 32    |
| 53    | 45 a 49 | 54    |
| 48    | 40 a 44 | 63    |
| 47    | 35 a 39 | 36    |
| 78    | 30 a 34 | 41    |
| 30    | 25 a 29 | 50    |
| 19    | 20 a 24 | 25    |
| 25    | 15 a 19 | 31    |
| 48    | 10 a 14 | 50    |
| 25    | 5 a 9   | 59    |
| 35    | 0 a 4   | 33    |

## Economia
El 2007 la població en edat de treballar era de 853 persones, 657 eren actives i 196 eren inactives. De les 657 persones actives 621 estaven ocupades (335 homes i 286 dones) i 36 estaven aturades (17 homes i 19 dones). De les 196 persones inactives 65 estaven jubilades, 60 estaven estudiant i 71 estaven classificades com a «altres inactius».

### Ingressos
El 2009 a Mercurey hi havia 526 unitats fiscals que integraven 1.264 persones, la mediana anual d'ingressos fiscals per persona era de 19.426 €.

### Activitats econòmiques
Dels 81 establiments que hi havia el 2007, 1 era d'una empresa extractiva, 3 d'empreses alimentàries, 1 d'una empresa de fabricació de material elèctric, 1 d'una empresa de fabricació d'altres productes industrials, 10 d'empreses de construcció, 29 d'empreses de comerç i reparació d'automòbils, 1 d'una empresa de transport, 7 d'empreses d'hostatgeria i restauració, 3 d'empreses financeres, 1 d'una empresa immobiliària, 12 d'empreses de serveis, 8 d'entitats de l'administració pública i 4 d'empreses classificades com a «altres activitats de serveis».
Dels 20 establiments de servei als particulars que hi havia el 2009, 1 era una oficina de correu, 1 taller de reparació d'automòbils i de material agrícola, 1 paleta, 2 guixaires pintors, 2 fusteries, 3 lampisteries, 2 electricistes, 1 perruqueria, 3 veterinaris, 3 restaurants i 1 saló de bellesa.
Dels 6 establiments comercials que hi havia el 2009, 1 era un hipermercat, 2 fleques, 1 una fleca, 1 una peixateria i 1 una joieria.
L'any 2000 a Mercurey hi havia 43 explotacions agrícoles que ocupaven un total de 512 hectàrees.

## Equipaments sanitaris i escolars
L'únic equipament sanitari que hi havia el 2009 era una farmàcia.
El 2009 hi havia una escola elemental.

## Poblacions més properes
El següent diagrama mostra les poblacions més properes.